# París-Roubaix 2019
La 117.ª edición de la clásica ciclista París-Roubaix fue una carrera en Francia que se celebró el 14 de abril de 2019 sobre un recorrido de 257 kilómetros entre la ciudad francesa de Compiègne y el municipio de Roubaix. 
La carrera forma parte del UCI WorldTour 2019, calendario ciclístico de máximo nivel mundial, siendo la decimosexta carrera de dicho circuito. El vencedor fue el belga Philippe Gilbert del Deceuninck-Quick Step seguido del alemán Nils Politt del Katusha-Alpecin y el también belga Yves Lampaert, compañero de equipo del ganador.

## Recorrido
La París-Roubaix dispuso de un recorrido total de 257 kilómetros con 29 tramos de pavé, esta carrera forma parte del calendario de clásicas de adoquines, siendo la última y más legendaria carrera que se disputa en clásicas de pavé, antes de iniciar la primavera con las clásica de las Ardenas.
El recorrido de la edición 2019 es similar con la edición anterior. Es igual de largo como el año pasado con un total de 257 kilómetros, incluyendo más de 2 km de áreas nuevas de pavé, alcanzando una longitud total de 55 km distribuidos en veintinueve secciones. El detalle más notable en el recorrido es el sector de Saint-Python, junto a los sectores de Viesly à Briastre similar a la edición anterior, y el viejo sector de Briastre à Solesmes que no había figurado en la ruta durante treinta años.
A pesar de su nombre, la carrera no empieza en la ciudad de París, pero en esta edición se da comienzo en la ciudad de Compiègne, a unos 80 kilómetros al norte de París, y se mueve hacia el norte para finalizar en Roubaix. La dificultad principal son los veintinueve secciones adoquinadas que están dispuestos sobre una distancia total de 55 kilómetros. Los organizadores de la carrera atribuyen a estas zonas un nivel de dificultad, las tres áreas más difíciles se clasifican como de cinco estrellas, mientras que sólo un sector se clasifica con una estrella, considerado el más fácil.
Los primeros 96 kilómetros de recorrido son planos sobre carreteras normales, llegando entre el primer sector de Troisvilles-Inchy que pone picante a la carrera. Durante los próximos 60 kilómetros, hay nueve áreas pavimentadas antes del primer sector de cinco estrellas, el Trouée d'Arenberg, con una longitud de 2.4 kilómetros, con sus adoquines en mal estado, disjuntos y no alineados, por lo general este tramo en uno de los más decisivos de la prueba, suele provocar la primera selección en la carrera eliminando a muchos corredores de cara a la victoria final.
A continuación, la ruta gira varias veces alrededor de la comuna de Wallers donde hay otros sectores. Luego la carrera se dirige hacia el norte, cruzando varios corredores de áreas de pavé todas clasificada entre tres o cuatro estrellas, para llegar a la zona de cinco estrellas después de 200 kilómetros en el sector de pavé de Mons-en-Pévèle con una longitud de 3 kilómetros. Al final el pelotón ingresa a los últimos sectores de dificultad de tres y cinco estrellas, como el clásico sector de Carrefour de l'Arbre, donde los ciclistas realizan los últimos ataques en la carrera a 15 kilómetros de la meta, antes de la llegada al Velódromo de Roubaix.
| Sector | km    | Nombre                                  | Longitud (m) | Dificultad        |
| ------ | ----- | --------------------------------------- | ------------ | ----------------- |
| 29     | 96,5  | Troisvilles-Inchy                       | 2200         | * · * · *         |
| 28     | 103,5 | Briastre-Viesly                         | 1800         | * · * · *         |
| 27     | 110   | Viesly-Quiévy                           | 3700         | * · * · * · *     |
| 26     | 112,5 | Quiévy-Saint-Python                     | 3000         | * · * · *         |
| 25     | 117   | Saint-Python-Solesmes                   | 800          | * · *             |
| 24     | 124,5 | Vertain-Saint-Martin-sur-Écaillon       | 2300         | * · * · *         |
| 23     | 134,5 | Verchain-Maugré-Quérénaing              | 1600         | * · * · *         |
| 22     | 137,5 | Quérénaing-Maing                        | 2500         | * · * · *         |
| 21     | 140,5 | Maing-Monchaux-sur-Écaillon             | 1600         | * · * · *         |
| 20     | 153,5 | Haveluy-Wallers                         | 2500         | * · * · * · *     |
| 19     | 161,5 | Trouée d'Arenberg                       | 2400         | * · * · * · * · * |
| 18     | 168   | Wallers-Hélesmes                        | 1600         | * · * · *         |
| 17     | 174,5 | Hornaing-Wandignies-Hamage              | 3700         | * · * · * · *     |
| 16     | 182   | Warlaing-Brillon                        | 2400         | * · * · *         |
| 15     | 185,5 | Tilloy-lez-Marchiennes-Sars-et-Rosières | 2400         | * · * · * · *     |
| 14     | 192   | Beuvry-la-Forêt-Orchies                 | 1400         | * · * · *         |
| 13     | 197   | Orchies                                 | 1700         | * · * · *         |
| 12     | 203   | Auchy-lez-Orchies-Bersée                | 2700         | * · * · * · *     |
| 11     | 208,5 | Mons-en-Pévèle                          | 3000         | * · * · * · * · * |
| 10     | 214,5 | Mérignies-Avelin                        | 700          | * · *             |
| 9      | 218   | Pont-Thibaut-Ennevelin                  | 1400         | * · * · *         |
| 8      | 224   | Moulin-de-Vertain                       | 500          | * · *             |
| 7      | 230,5 | Cysoing-Bourghelles                     | 1300         | * · * · *         |
| 6      | 233   | Bourghelles-Wannehain                   | 1100         | * · * · *         |
| 5      | 237,5 | Camphin-en-Pévèle                       | 1800         | * · * · * · *     |
| 4      | 240   | Carrefour de l'Arbre                    | 2100         | * · * · * · * · * |
| 3      | 242,5 | Gruson                                  | 1100         | * · *             |
| 2      | 249   | Willems-Hem                             | 1400         | * · *             |
| 1      | 256   | Roubaix                                 | 300          | *                 |

## Equipos participantes
Tomaron parte en la carrera 25 equipos: 18 de categoría UCI WorldTour 2019 invitados por la organización; y 7 de categoría Profesional Continental. Formando así un pelotón de 175 ciclistas de los que acabaron 100. Los equipos participantes fueron:
| WorldTeams (18)- AG2R La Mondiale - Astana - Bahrain-Merida - Bora-hansgrohe - CCC Team - Deceuninck-Quick Step - Dimension Data - EF Education First - Groupama-FDJ - Team Jumbo-Visma - Katusha-Alpecin - Lotto Soudal - Mitchelton-Scott - Movistar Team - Sky - Team Sunweb - Trek-Segafredo - UAE Team Emirates Equipos continentales profesionales (7)- Arkéa-Samsic - Cofidis, Solutions Crédits - Delko-Marseille Provence - Total Direct Énergie - Roompot-Charles - Wanty-Groupe Gobert - Vital Concept-B&B Hotels |
| |

## Clasificaciones finales
- Las clasificaciones finalizaron de la siguiente forma:[5]

### Clasificación general
| \| Clasificación general \| Clasificación general \| Clasificación general \| Clasificación general \| Clasificación general \| \| Ciclista \| Ciclista \| Equipo \| Tiempo \| \| \| --------------------- \| --------------------- \| -------------------------- \| --------------------- \| --------------------- \| \| 1.º \| Philippe Gilbert \| Deceuninck-Quick Step \| 5 h 58 min 02 s \| \| \| 2.º \| Nils Politt \| Katusha-Alpecin \| + 0 s \| \| \| 3.º \| Yves Lampaert \| Deceuninck-Quick Step \| + 13 s \| \| \| 4.º \| Sep Vanmarcke \| EF Education First \| + 40 s \| \| \| 5.º \| Peter Sagan \| Bora-Hansgrohe \| + 42 s \| \| \| 6.º \| Florian Sénéchal \| Deceuninck-Quick Step \| + 47 s \| \| \| 7.º \| Mike Teunissen \| Team Jumbo-Visma \| + 47 s \| \| \| 8.º \| Zdeněk Štybar \| Deceuninck-Quick Step \| + 47 s \| \| \| 9.º \| Evaldas Šiškevicius \| Delko Marseille Provence \| + 47 s \| \| \| 10.º \| Sebastian Langeveld \| EF Education First \| + 47 s \| \| \| 11.º \| Stefan Küng \| Groupama-FDJ \| + 47 s \| \| \| 12.º \| Greg Van Avermaet \| CCC Team \| + 47 s \| \| \| 13.º \| Oliver Naesen \| AG2R La Mondiale \| + 47 s \| \| \| 14.º \| Heinrich Haussler \| Bahrain-Merida \| + 1 min 24 s \| \| \| 15.º \| Adrien Petit \| Total Direct Énergie \| + 1 min 25 s \| \| \| 16.º \| Marco Haller \| Katusha-Alpecin \| + 1 min 36 s \| \| \| 17.º \| Arnaud Démare \| Groupama-FDJ \| + 1 min 36 s \| \| \| 18.º \| Anthony Turgis \| Total Direct Énergie \| + 1 min 36 s \| \| \| 19.º \| Hugo Hofstetter \| Cofidis, Solutions Crédits \| + 1 min 36 s \| \| \| 20.º \| Bert De Backer \| Vital Concept-B&B Hotels \| + 1 min 36 s \| \| |                     |                            |                 |
| |                     |                            |                 |
| Fuente: ProCyclingStats |                     |                            |                 |
| Clasificación general |                     |                            |                 |
| Ciclista | Ciclista            | Equipo                     | Tiempo          |
| 1.º | Philippe Gilbert    | Deceuninck-Quick Step      | 5 h 58 min 02 s |
| 2.º | Nils Politt         | Katusha-Alpecin            | + 0 s           |
| 3.º | Yves Lampaert       | Deceuninck-Quick Step      | + 13 s          |
| 4.º | Sep Vanmarcke       | EF Education First         | + 40 s          |
| 5.º | Peter Sagan         | Bora-Hansgrohe             | + 42 s          |
| 6.º | Florian Sénéchal    | Deceuninck-Quick Step      | + 47 s          |
| 7.º | Mike Teunissen      | Team Jumbo-Visma           | + 47 s          |
| 8.º | Zdeněk Štybar       | Deceuninck-Quick Step      | + 47 s          |
| 9.º | Evaldas Šiškevicius | Delko Marseille Provence   | + 47 s          |
| 10.º | Sebastian Langeveld | EF Education First         | + 47 s          |
| 11.º | Stefan Küng         | Groupama-FDJ               | + 47 s          |
| 12.º | Greg Van Avermaet   | CCC Team                   | + 47 s          |
| 13.º | Oliver Naesen       | AG2R La Mondiale           | + 47 s          |
| 14.º | Heinrich Haussler   | Bahrain-Merida             | + 1 min 24 s    |
| 15.º | Adrien Petit        | Total Direct Énergie       | + 1 min 25 s    |
| 16.º | Marco Haller        | Katusha-Alpecin            | + 1 min 36 s    |
| 17.º | Arnaud Démare       | Groupama-FDJ               | + 1 min 36 s    |
| 18.º | Anthony Turgis      | Total Direct Énergie       | + 1 min 36 s    |
| 19.º | Hugo Hofstetter     | Cofidis, Solutions Crédits | + 1 min 36 s    |
| 20.º | Bert De Backer      | Vital Concept-B&B Hotels   | + 1 min 36 s    |

## Ciclistas participantes y posiciones finales
Convenciones:
- AB-N: Abandono en la carrera
- FLT-N: Retiro por llegada fuera del límite de tiempo en la carrera
- NTS-N: No tomó la salida para la carrera
- DES-N: Descalificado o expulsado en la carrera

## UCI World Ranking
La París-Roubaix otorgó puntos para el UCI World Ranking para corredores de los equipos en las categorías UCI WorldTeam, Profesional Continental y Equipos Continentales. Las siguientes tablas son el baremo de puntuación y los corredores que obtuvieron puntos:
| Posición   | 1.º | 2.º | 3.º | 4.º | 5.º | 6.º | 7.º | 8.º | 9.º | 10.º | 11.º | 12.º | 13.º | 14.º | 15.º | 16.º-20.º | 21.º-30.º | 31.º-50.º | 51.º-55.º | 56.º-60.º |
| Puntuación | 500 | 400 | 325 | 275 | 225 | 175 | 150 | 125 | 100 | 85   | 70   | 60   | 50   | 40   | 35   | 30        | 20        | 10        | 5         | 3         |

| Clasificación |                     |                          |        |
| Ciclista      | Ciclista            | Equipo                   | Puntos |
| ------------- | ------------------- | ------------------------ | ------ |
| 1.º           | Philippe Gilbert    | Deceuninck-Quick Step    | 500    |
| 2.º           | Nils Politt         | Katusha-Alpecin          | 400    |
| 3.º           | Yves Lampaert       | Deceuninck-Quick Step    | 325    |
| 4.º           | Sep Vanmarcke       | EF Education First       | 275    |
| 5.º           | Peter Sagan         | Bora-Hansgrohe           | 225    |
| 6.º           | Florian Sénéchal    | Deceuninck-Quick Step    | 175    |
| 7.º           | Mike Teunissen      | Jumbo-Visma              | 150    |
| 8.º           | Zdeněk Štybar       | Deceuninck-Quick Step    | 125    |
| 9.º           | Evaldas Šiškevicius | Delko Marseille Provence | 100    |
| 10.º          | Sebastian Langeveld | EF Education First       | 85     |